# Каханеман, Йосеф Шломо
Йосеф Шломо Каханеман, раввин (также известен как ребе из Поневежа) (13 мая 1888 года, Куляй, Тельшевский уезд, Ковенская губерния, Российская империя — 3 сентября 1969 года, Бней-Брак, Израиль) — глава Поневежской иешивы в Литве до Второй мировой войны, основатель израильской Поневежской иешивы, глава Совета знатоков Торы, депутат Сейма Литовской Республики 2-го созыва.

## Биография
Родился в маленьком местечке Куляй на территории современной Литвы, в котором жило около 300 человек, треть из них евреи. Учился в Телзской иешиве у раввинов Элиэзера Гордона и Шимона Шкопа. Затем год учился в Новогрудской иешиве и три года в Радуньской иешиве у Хафец-Хаима, в которой его другом и соседом по комнате был р. Дов Коэн.
Женился на дочери Арье Лейба Рубина, бывшего тогда раввином Виджа. Когда тесть стал раввином Вилькомира, был избран вместо него на пост раввина Виджа. В 1916 стал главой Гродненской иешивы, где отличился организационными умениями, с этого времени занялся основанием подобных иешив. После смерти в 1919 году р. Ицхака Рабиновича, стал раввином Поневежа и основал там иешиву «Купол Ицхака», в память о предыдущем раввине.
В 1923—1925 годах был депутатом Сейма Литовской Республики. В должности раввина Поневежа оставался до присоединения Литвы к СССР в 1940 году.
В 1940 переехал в Палестину и поселился в Иерусалиме. Р. Каханеман и его сын Авраам единственные из семьи и иешивы, которые пережили Холокост. В 1944 году начал с помощью Хазон Иша организацию иешивы в Бней-Браке, названную в память о погибшей общине. Постоянные постройки иешивы были закончены только десять лет спустя. День торжественного открытия иешивы был назначен на 10 июня 1953 года, в годовщину прихода нацистов в Литву по еврейскому календарю.
В отличие от большинства ортодоксальных раввинов, поддерживал сионизм, к примеру в день независимости вывешивал на здании иешивы израильский флаг (эта традиция сохранилась поныне).
Также рав Каханеман основал детский дом для детей беженцев от Холокоста и район Кирьят-Поневеж в городе Ашдоде, где восстановил Гродненскую иешиву. Поддерживал Тегеранских детей в их борьбе с израильским истеблишментом и призывал передать часть этих детей на воспитание в религиозные семьи, как хотели их погибшие в Холокосте родители.
Р. Йосеф Шломо Каханеман умер в 1969 году. Его сын рав Авраам Каханеман стал после него руководителем Поневежской иешивы до своей смерти в 2009 году. Сейчас иешивой руководит его внук рав Элиэзер Каханеман.

## Память

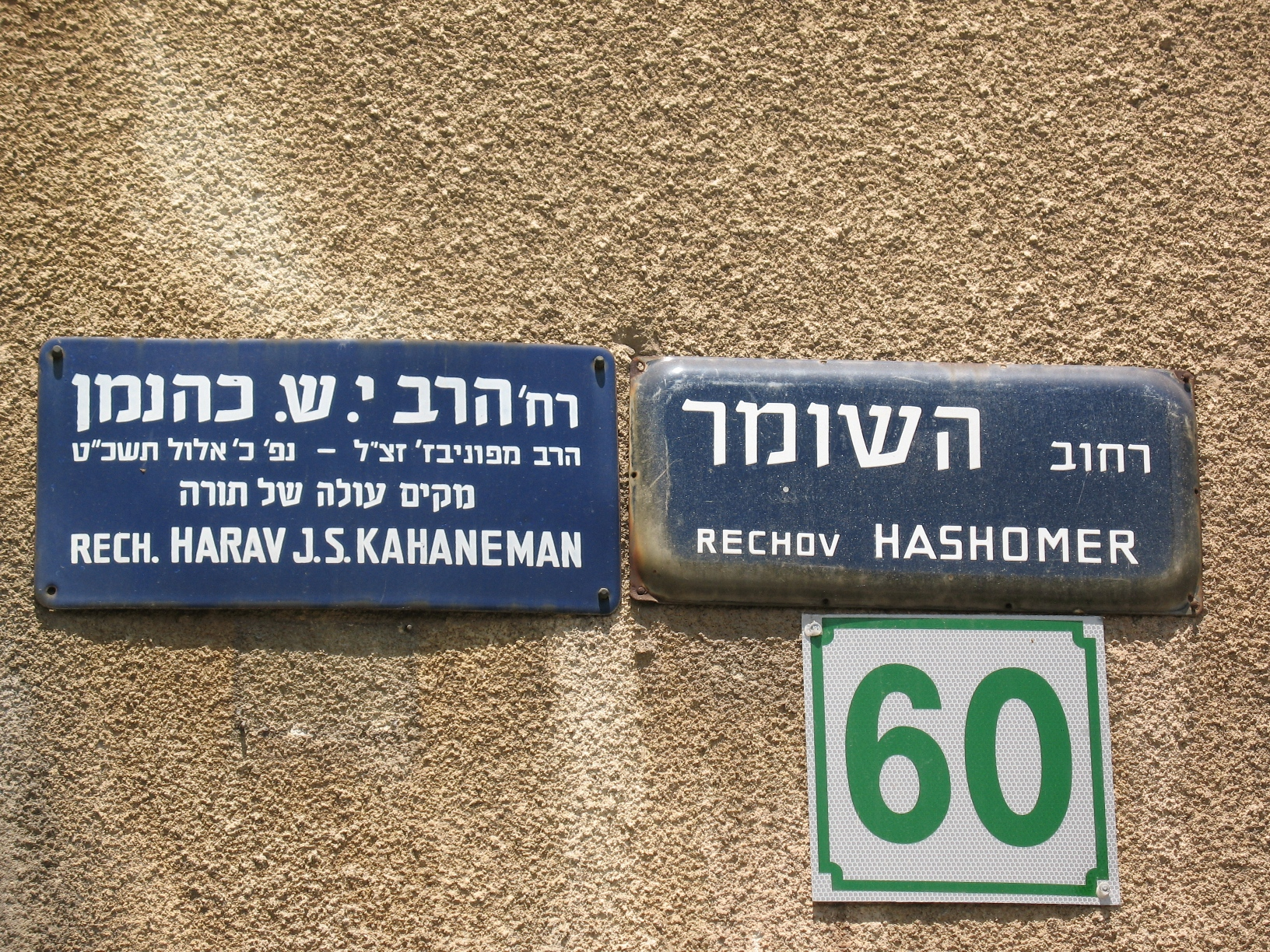
Улица Й. Ш. Каханемана в Бней-Браке

Именем раввина названа улица и район Неот-Йосеф в Бней-Браке.